# Новая Иня
Но́вая Иня́ — посёлок в Охотском районе Хабаровского края России. Административный центр Инского сельского поселения. Основан в 1735 году.

## География
Посёлок находится на правом берегу реки Иня, на расстоянии 100 км к востоку от рабочего посёлка Охотск, административного центра района.

## Население
| 1992 | 2002 | 2010 | 2011 | 2012 | 2017 | 2021 |
| ---- | ---- | ---- | ---- | ---- | ---- | ---- |
| 1400 | ↘734 | ↘422 | ↘417 | ↘380 | ↘277 | ↗286 |

## Экономика
В посёлке действует ОАО «Инский рыбзавод».